# Midt om natten (film)
Midt om natten är en dansk dramafilm från 1984 i regi av Erik Balling.

## Rollista i urval
- Kim Larsen - Benny
- Erik Clausen - Arnold Jensen
- Birgitte Raaberg - Susan Himmelblå
- Holger Boland - Tusenskönan
- Buster Larsen - Charles
- Judy Gringer - Rita
- Frits Helmuth - J.O. Kurtzen
- Poul Bundgaard - Kai Buhmann
- Ove Sprogøe - Susans far
- Tommy Frederiksen - Brian
- Peter Gilsfort - Rocker
- Søren Spanning - Partisekreterare
- Claus Strandberg - Man från väljarföreningen
- Jens Arentzen - Poliskonstapel
- Kirsten Hansen-Møller - Sjuksköterska
- John Martinus - Man i tv
- Kirsten Peüliche - Hustru i tv
- Else Petersen - Äldre dam i tv
- Lasse Spang Olsen - Johnny
- Ellen Winther Lembourn - Gerda